# Spathius parvulus
Spathius parvulus är en stekelart som beskrevs av Matthews 1970. Spathius parvulus ingår i släktet Spathius och familjen bracksteklar. Inga underarter finns listade i Catalogue of Life.